# Saurauia momiensis
Saurauia momiensis är en tvåhjärtbladig växtart som beskrevs av Kanehira och Hatusima. Saurauia momiensis ingår i släktet Saurauia och familjen Actinidiaceae. Inga underarter finns listade i Catalogue of Life.